# Autódromo San Nicolás
El Autódromo San Nicolás es un circuito de competiciones de deporte motor ubicado en las afueras de la ciudad de San Nicolás de los Arroyos, Buenos Aires, Argentina. Se encuentra en el kilómetro 225 de la Autopista Buenos Aires- Rosario y fue inaugurado el 7 de octubre de 2018 con una competencia de Súper TC 2000.
Forma parte del denominado «Predio Ferial y Autódromo San Nicolás». Desde el 30 de octubre de 2022, el circuito lleva el nombre de Juan María Traverso, múltiple campeón del automovilismo argentino y uno de los impulsores para la construcción de este autódromo.
Su modernidad, tecnología y la ventaja de estar ubicado dentro de un predio ferial de 110 hectáreas lo transforman en un circuito único en el país. Sus características técnicas y su ubicación estratégica lo transforman en una plaza atractiva para desarrollar competencias deportivas, recibir exhibiciones y todo tipo de eventos relacionados con el deporte motor.
El circuito cuenta con al menos tres variantes de 4.000, 3.959 y 2.414 metros de longitud e incluye un trióvalo perimetral de 1,5 millas. Su diseño fue creado para poder recibir a todas las categorías nacionales y también eventos deportivos internacionales. El Predio cuenta, en esta primera etapa, con sanitarios, sector de talleres y un playón de boxes de 15.000 m² que estará destinado también a grandes eventos, ferias y festivales.  
Desde 2017 y por los próximos diez años, el Predio Ferial es sede estable de la Expoagro, la exposición agropecuaria a cielo abierto más grande de Latinoamérica. Cada mes de marzo visitan la muestra alrededor de 150.000 personas. 

## Listado de ganadores

### Turismo Carretera
| Fecha                    | Ganador            | Marca               |
| ------------------------ | ------------------ | ------------------- |
| 9 de diciembre de 2018   | Alan Ruggiero      | Torino Cherokee     |
| 13 de octubre de 2019    | Agustín Canapino   | Chevrolet Chevy     |
| 12 de septiembre de 2020 | Nicolás Trosset    | Dodge Cherokee      |
| 13 de septiembre de 2020 | Valentín Aguirre   | Dodge Cherokee      |
| 11 de octubre de 2020    | Mariano Werner     | Ford Falcon         |
| 28 de marzo de 2021      | Mariano Werner     | Ford Falcon         |
| 30 de octubre de 2022    | José Manuel Urcera | Torino Cherokee     |
| 1 de octubre de 2023     | Germán Todino      | Dodge Cherokee      |
| 20 de octubre de 2024    | Mariano Werner     | Ford Mustang Mach 1 |

### TC Pista
| Fecha                    | Ganador           | Marca           |
| ------------------------ | ----------------- | --------------- |
| 9 de diciembre de 2018   | Federico Pérez    | Torino Cherokee |
| 13 de octubre de 2019    | Humberto Krujoski | Dodge Cherokee  |
| 12 de septiembre de 2020 | Andrés Jakos      | Dodge Cherokee  |
| 13 de septiembre de 2020 | Marcos Landa      | Torino Cherokee |
| 11 de octubre de 2020    | Andrés Jakos      | Dodge Cherokee  |